# Cristoforo Unterperger
Cristoforo Unterperger (ur. 27 maja 1732 w Cavalese, zm. 25 stycznia 1798 w Rzymie) – włoski malarz okresu wczesnoklasycystycznego.

## Życiorys
Cristoforo Unterperger urodził się w Cavalese w Trydencie (Arcyksięstwo Austriackie) jako najstarszy syn złotnika Giuseppe Antonio i Marii Maddaleny Riccabona. Został ochrzczony w kościele Matki Bożej Wniebowziętej 27 maja 1732 roku. Dokładna data jego urodzin nie jest znana. Rodzina Unterpergerów pochodziła z Tyrolu. Cristoforo najpierw praktykował w pracowni wuja Franza Sebalda Unterbergera. Jesienią 1751 roku rozpoczął studia w wiedeńskiej Akademii Sztuk Pięknych, gdzie zajęcia prowadził jego wuj Michelangelo Unterberger. W 1753 zdobył I nagrodę w konkursie dla studentów II roku akademii za obraz Tobiasz uzdrawia niewidomego ojca rybią żółcią. Studia ukończył w 1754 roku. W następnych odbywał podróże do regionu Wenecji. W Weronie pobierał nauki u Giambettina Cignaroliego. W latach 1757–1758 ponownie przebywał w Wiedniu. W 1758 roku przybył do Rzymu. Dzięki znajomości z Antonem von Maron, poznał Antona Raphaela Mengsa. W latach 1760–1765 ozdabiał freskami stacje Drogi Krzyżowej na cmentarzu zakonu krzyżackiego w Watykanie. W 1761 namalował Portret papieża Klemensa XIII dla franciszkanów z Cavalese. W 1764 powstała Trójca Święta ze świętymi Franciszkiem i Leopoldem dla franciszkanów w San Candido. W 1767 roku powstało Przemienienie zamówione przez księcia-biskupa Leopolda von Spaura dla katedry w Bressanone. W 1772 Unterperger wraz z bratem Ignazem pracował przy restauracji fresków w watykańskim Museo Clementino. Jest też autorem Alegorii czterech pór roku na sklepieniu jednej z muzealnych sal. Dołączył do Akademii Świętego Łukasza. Wraz z Mengsem dekorował Salę Papirusów w Bibliotece Watykańskiej. W 1773 roku Unterperger namalował Męczeństwo św. Agnieszki dla katedry w Bressanone. W listopadzie 1773 roku został przyjęty do Arcybractwa Santa Maria della Pietà przy zakonie krzyżackim. W latach osiemdziesiątych Unterperger otrzymywał liczne zamówienia z terenu Państwa Kościelnego. Powstały w tym okresie: Ustanowienie Eucharystii dla katedry w Jesi (1782), Madonna z Dzieciątkiem i św. Julianem dla katedry w Maceracie (1786), Św. Poncjan oszczędzony od lwów dla katedry w Spoleto (1787), Męczeństwo św. Andrzeja dla katedry w Subiaco (1788), Wniebowzięcia dla chóru kolegiaty w Gallese (1788). W 1788 malarz przygotował też szkic do mozaiki ze świętymi Filipem Nereuszem i Ignacym z Loyoli dla bazyliki Świętego Domu w Loreto. Między 1784 a 1786 pracował też w Villa Borghese w Rzymie (freski Apoteoza Herkulesa oraz Trudy Herkulesa). Zmarł w Rzymie 25 stycznia 1798 roku.

## Galeria

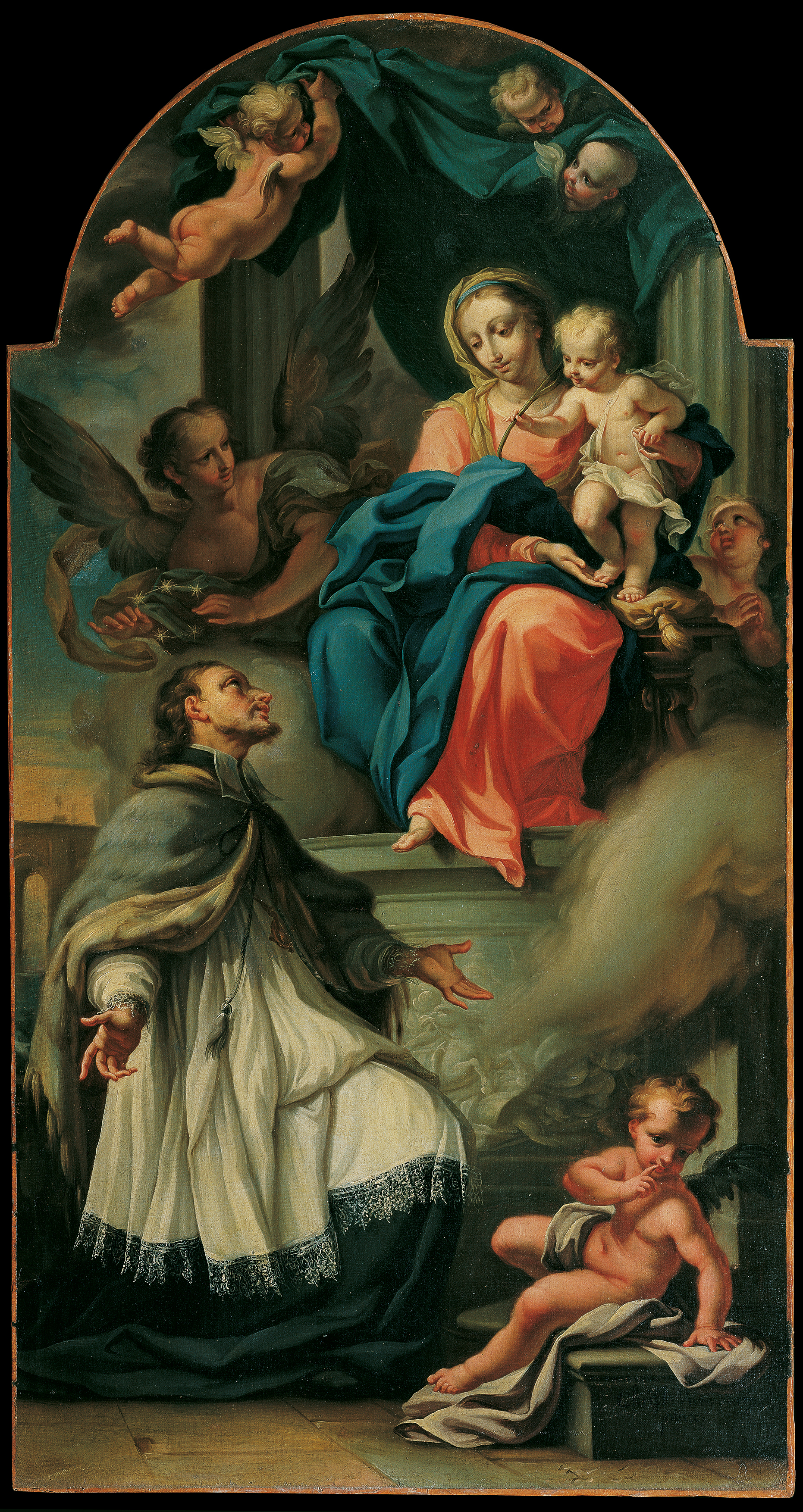
Św. Jan Nepomucen otrzymuje od Maryi koronę z gwiazd, 1757, Österreichische Galerie Belvedere
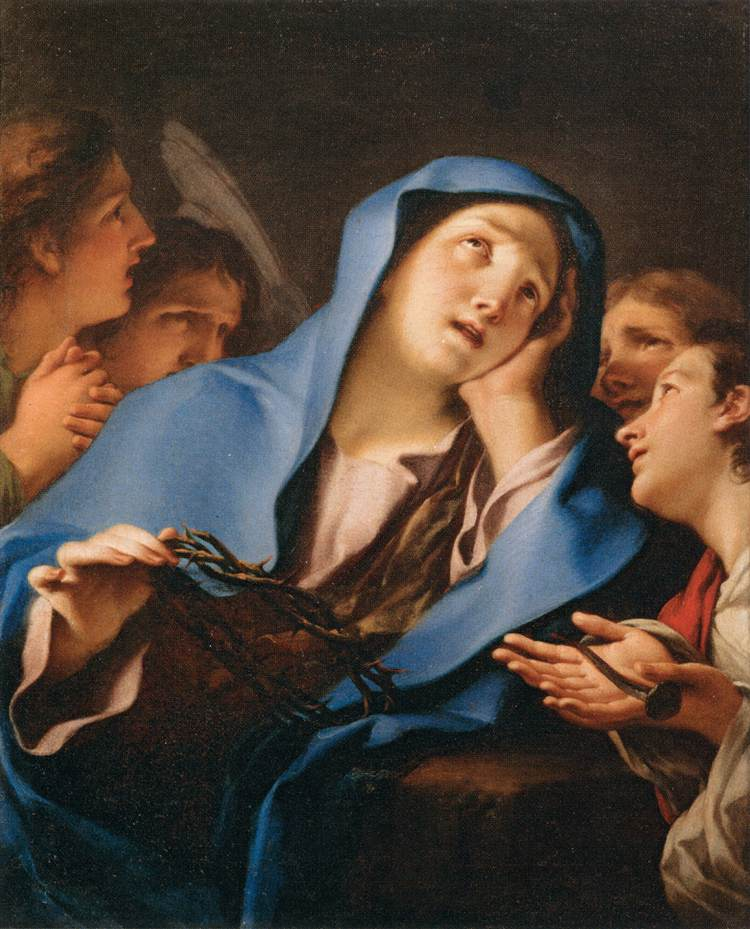
Matka Boża Bolesna w otoczeniu aniołów, ok. 1780, Luwr
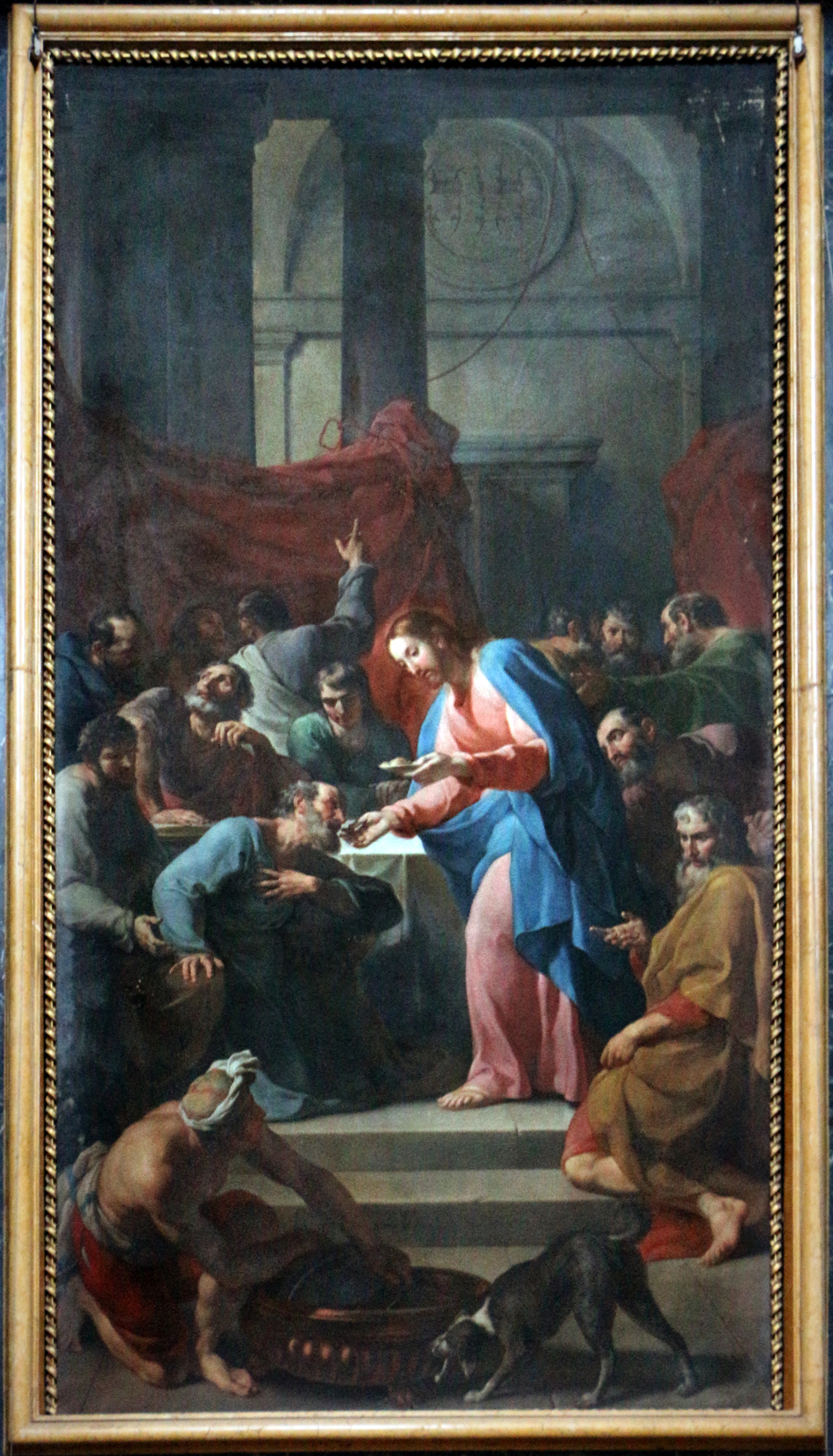
Ustanowienie Eucharystii, 1782, katedra w Jesi
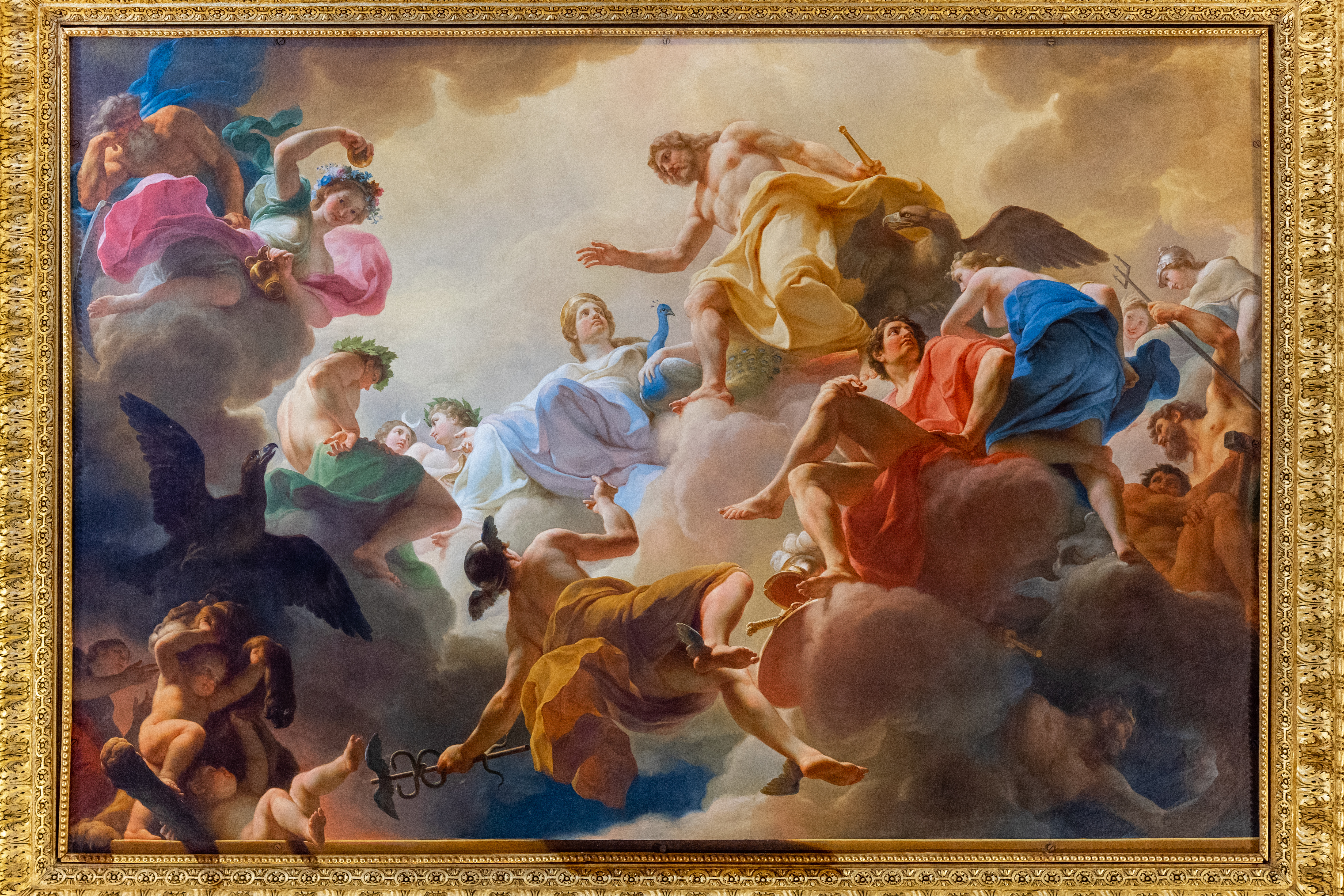
Apoteoza Herkulesa, 1784–1786, Galleria Borghese
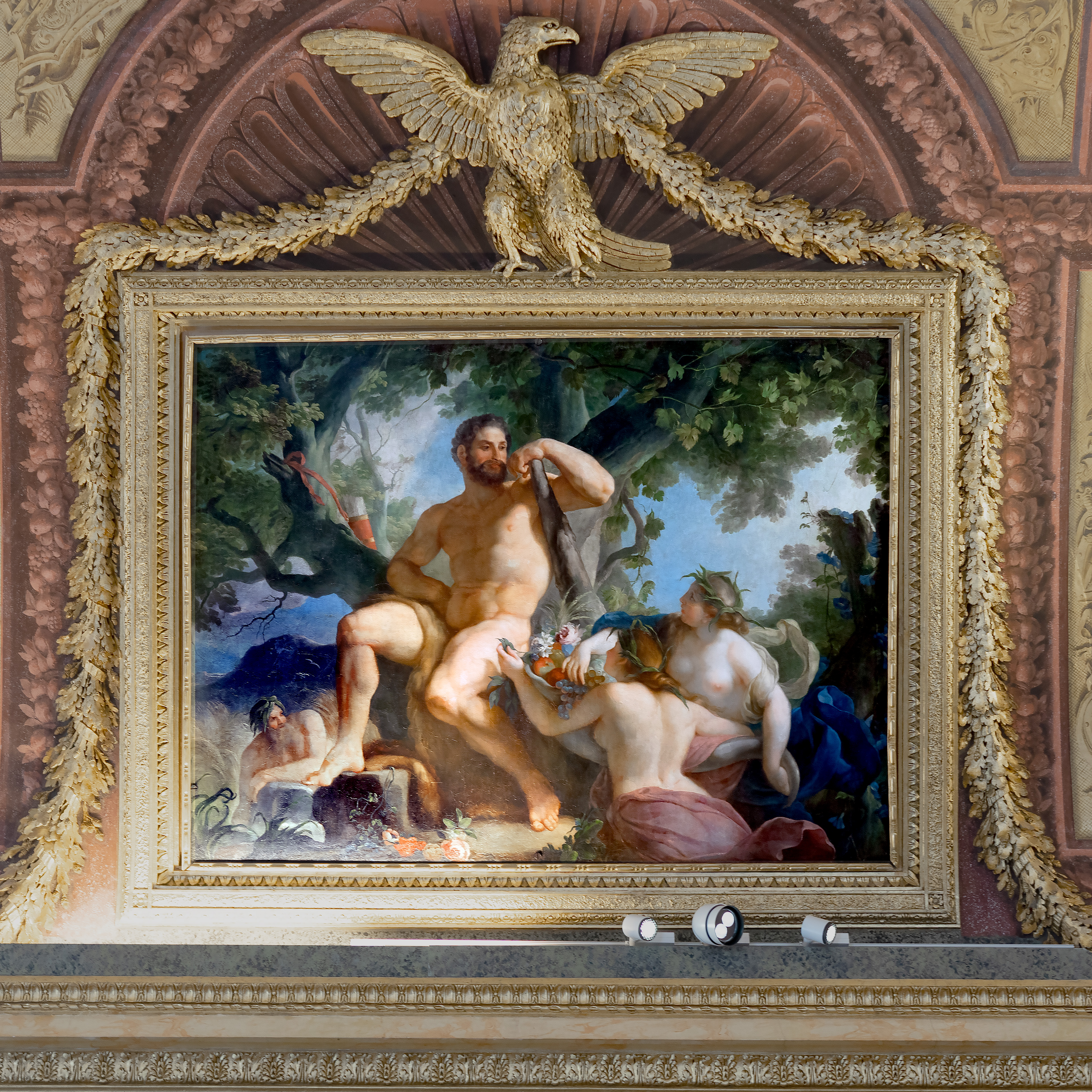
Herkules otrzymuje róg Acheloosa, 1784–1786
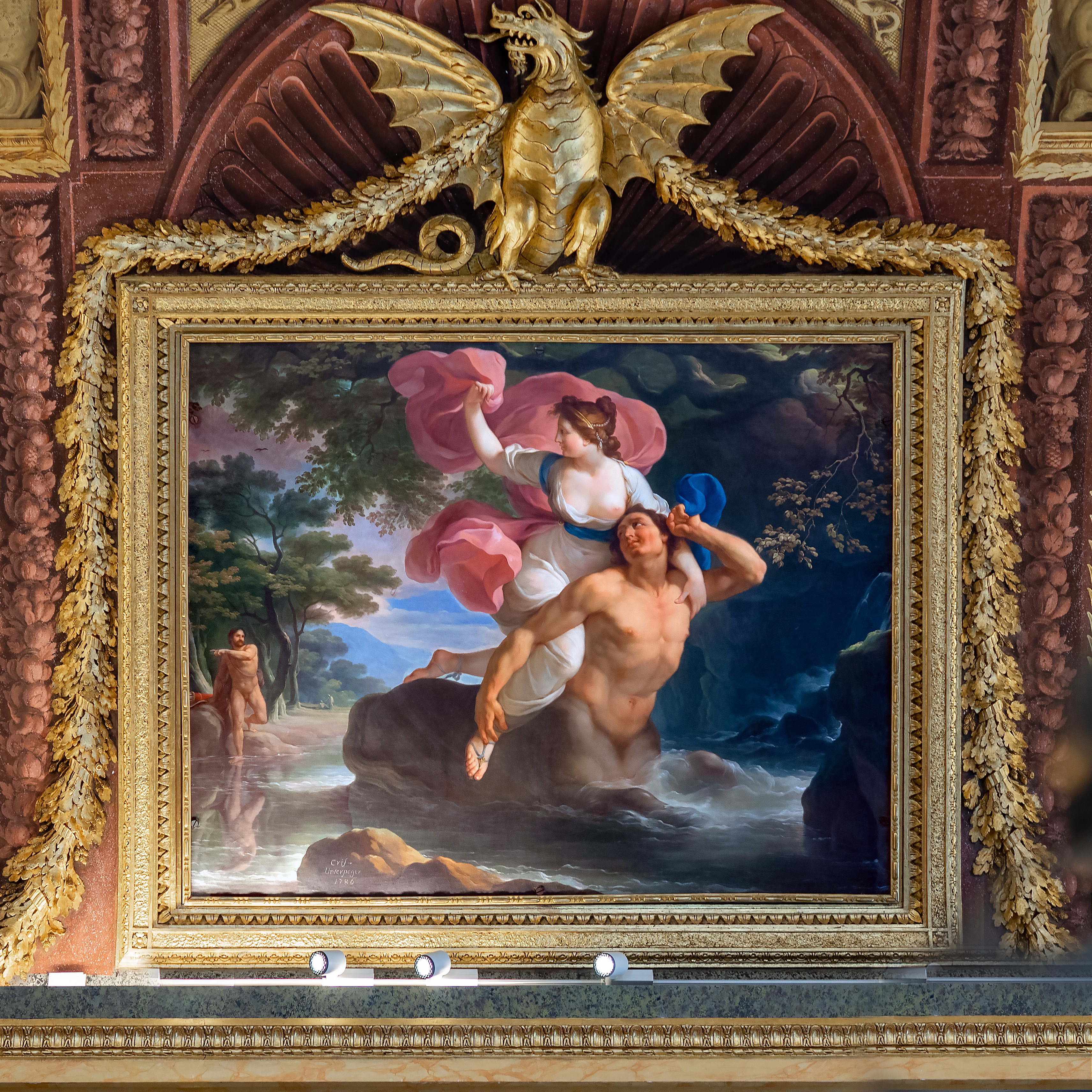
Centaur Nessos porywa Dejanirę, 1784–1786
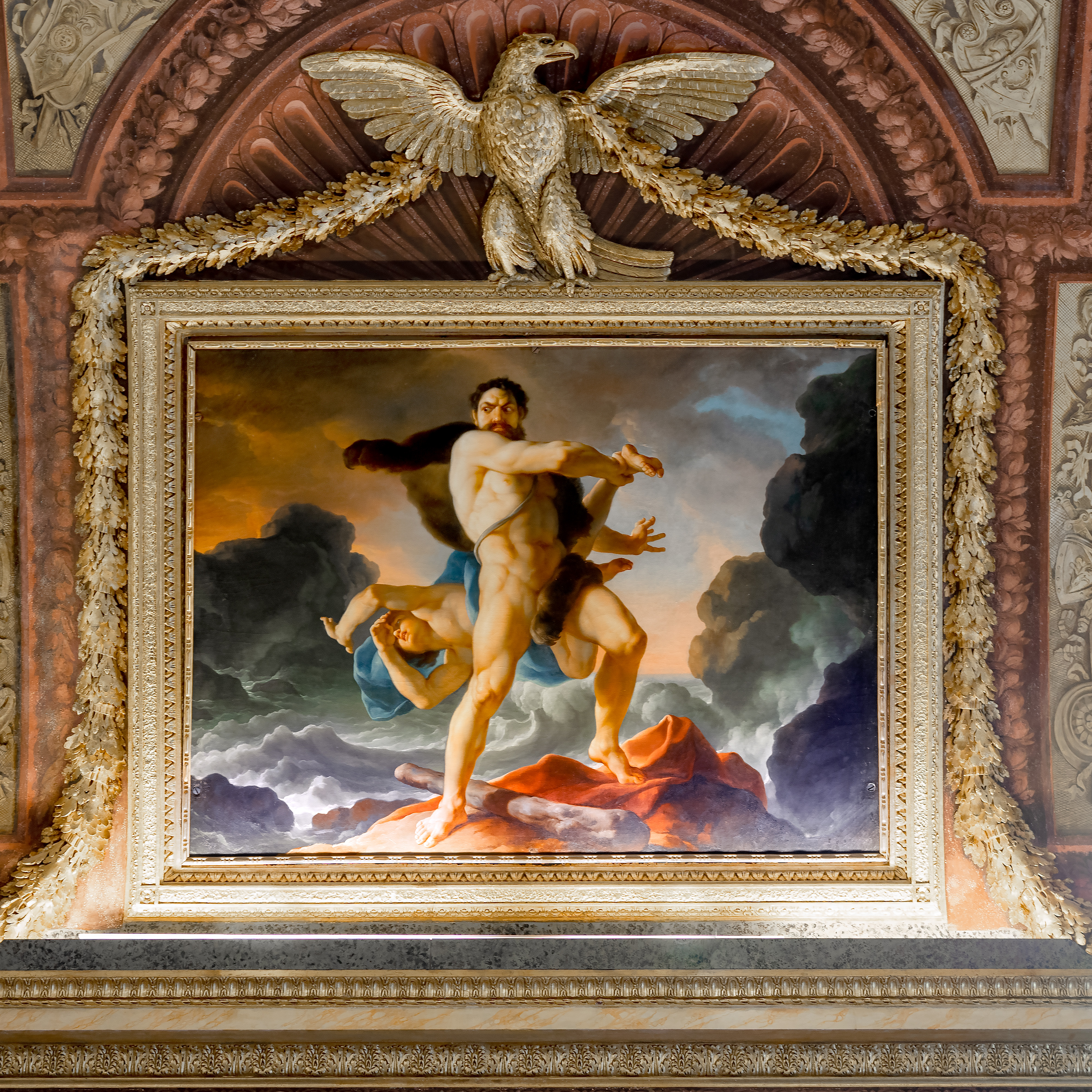
Herkules karze Lichasa za przyniesienie mu zatrutej szaty, 1784–1786
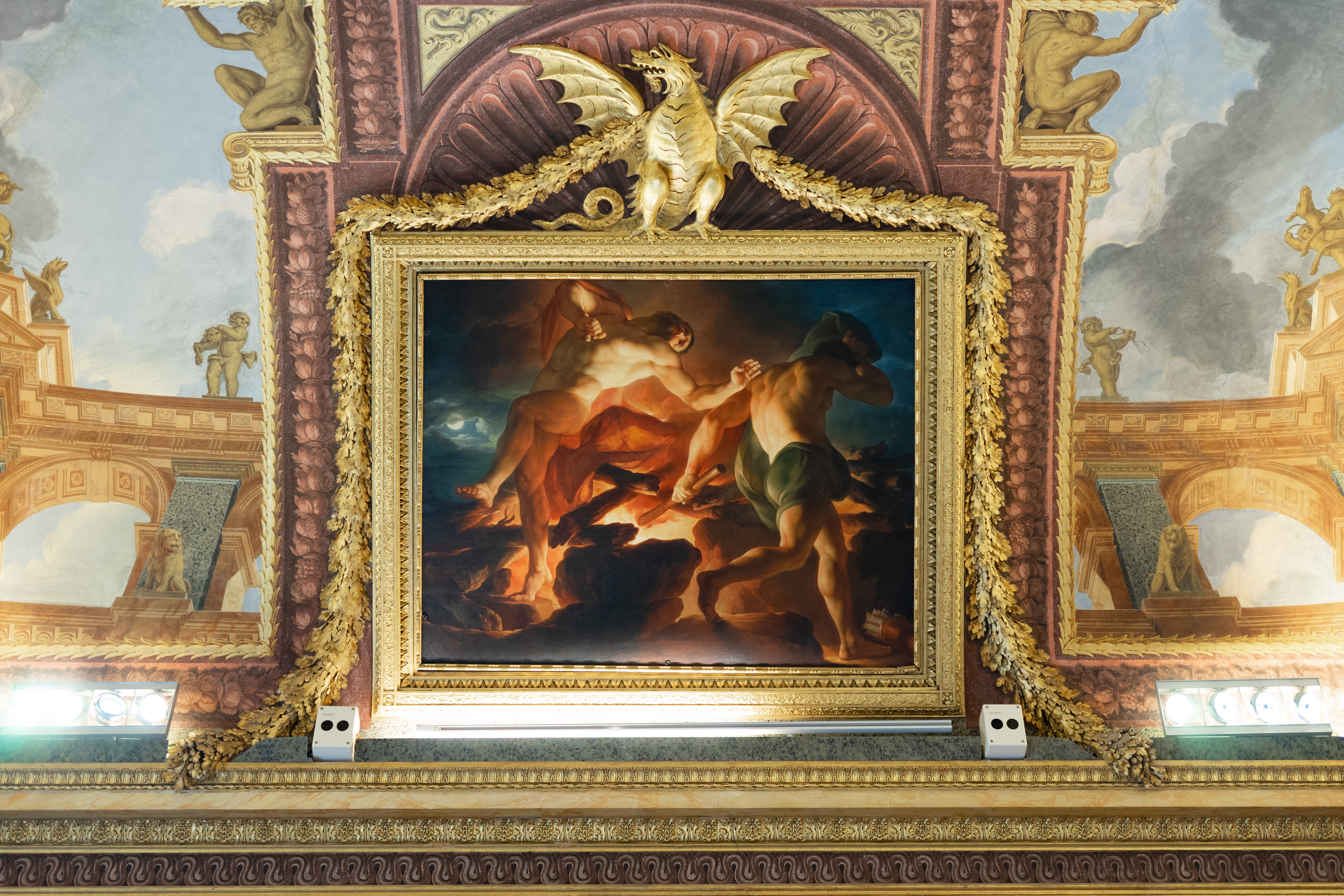
Śmierć Herkulesa, 1784–1786
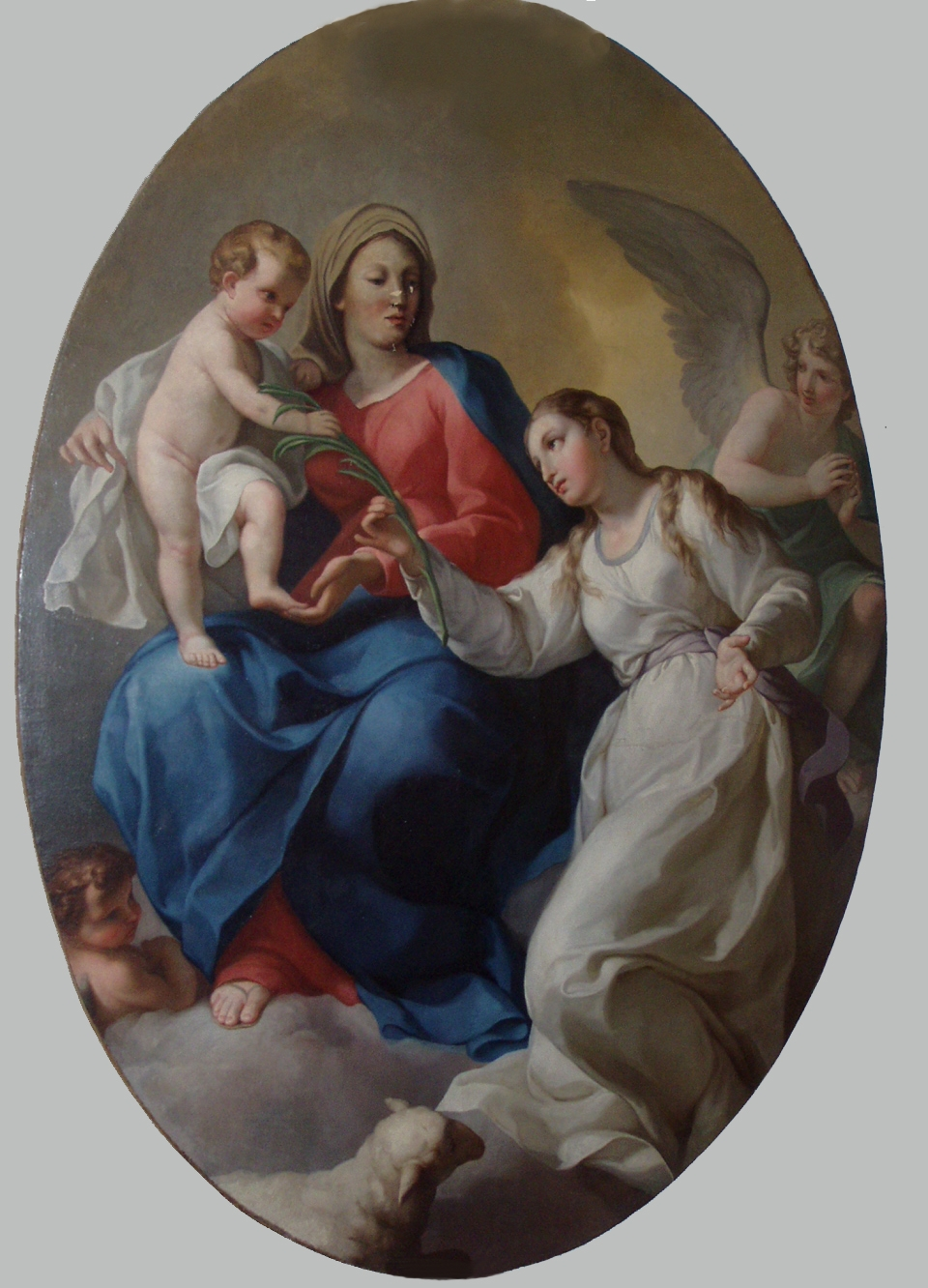
Matka Boża z Dzieciątkiem i św. Agnieszką, 1904, Almo collegio Capranica w Rzymie
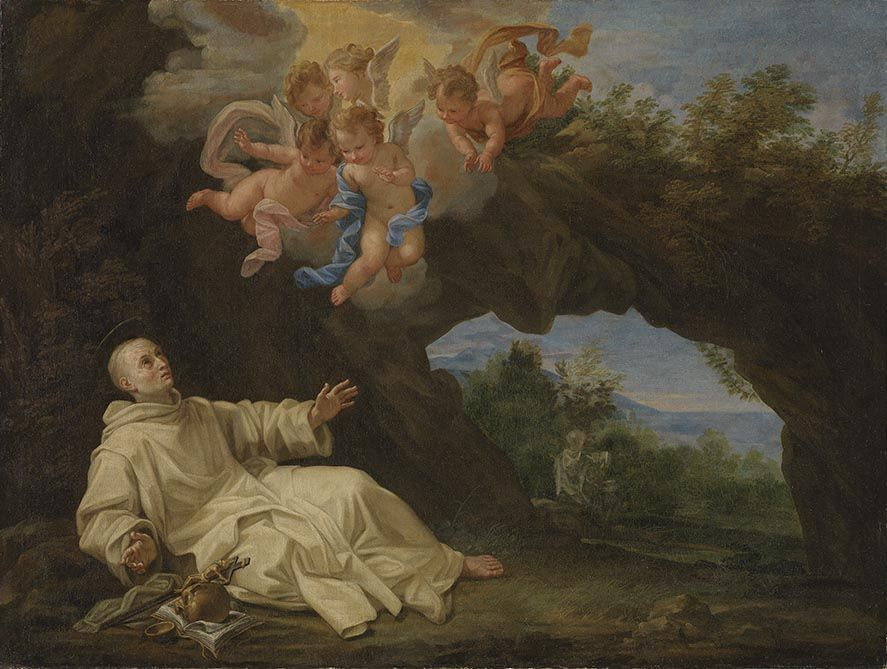
Święty Bruno, Bayerische Staatsgemäldesammlungen